# Himantura toshi
Himantura toshi е вид хрущялна риба от семейство Dasyatidae.

## Разпространение
Видът е разпространен в Австралия (Куинсланд, Нов Южен Уелс и Северна територия).